# توروس تورامانيان

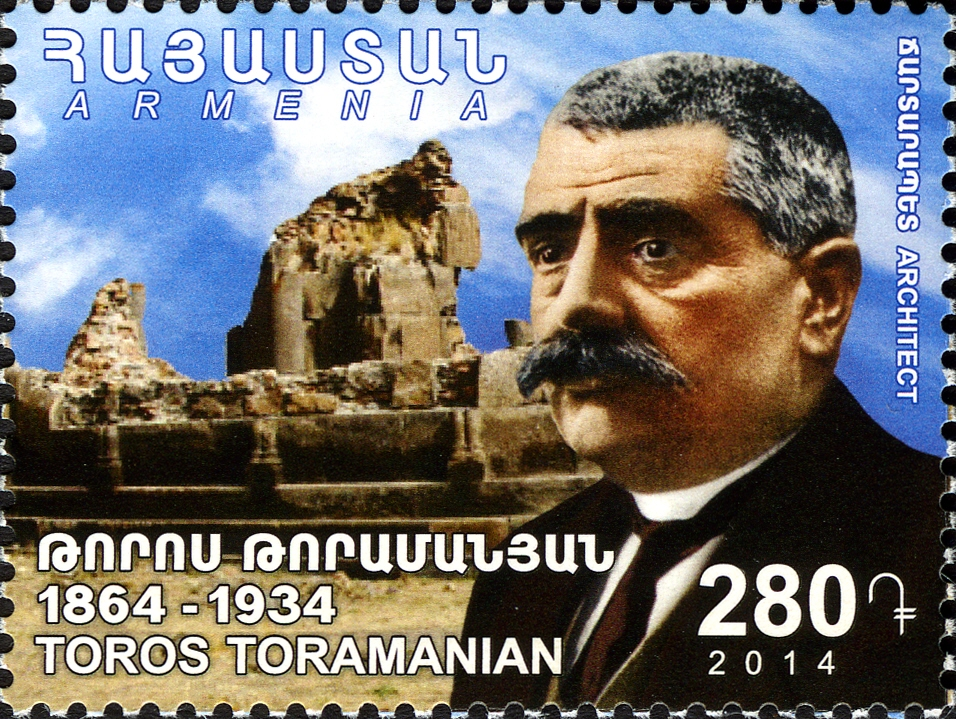
توروس تورامانيان عام 2014

توروس تورامانيان(الأرمينية: Թորոս Թորամանեան ؛ 1864 - 1 مارس 1934)،كان مهندسًا معماريًا أرمينيًا بارزًا ومؤرخًا معماريًا. يعتبر «والد التأريخ المعماري الأرمني.»

## حياته
ولدت توروس في عام 1864 في بلدة inkebinkarahisar (Շապին-Գարահիսար بالأرمنية)، الإمبراطورية العثمانية. درس الهندسة المعمارية في أكاديمية الفنون الجميلة في القسطنطينية، وبعد ذلك في جامعة السوربون بباريس، ثم عمل على دراسة تفصيلية لبقايا الآثار المعمارية الأرمنية في القرون الوسطى.
مهدت أعمال تورامانيان العلمية الطريق أمام العالم الكبير، جوزيف ستراغوسكي، الذي توصل بعد دراسة طويلة ومفصلة للعمارة المسيحية إلى استنتاج مفاده أن الهندسة المعمارية الأرمنية كان لها دور كبير في تطوير العمارة البيزنطية وما بعدها في غرب أوروبا. في عام 1920، خلال الحرب التركية-الأرمينية، خسر تورامانيان جزءًا كبيرًا من دراسته العلمية. توفي في عام 1934 في يريفان ودفن على ضفة نهر هرزدان.

## أعمال
- Niuter Hay Jartarapetutian Patmutian (Material for the History of Armenian Architecture), Vol. 1 (Yerevan: 1942) and Vol. 2 (Yerevan: 1948)